# D.J. Gay
Darnley Earl Gay, detto D.J. (Los Angeles, 15 febbraio 1989), è un ex cestista statunitense, professionista in Europa.

## Carriera
Nella stagione 2011-12 ha disputato 29 partite nel massimo campionato sloveno con l'Helios Domžale.